# Никандров, Владимир Петрович
Владимир Петрович Никандров (род. 1 января 1951, совхоз Северный, Иртышский район, Павлодарская область, Казахская ССР) — казахстанский государственный деятель, аким города Петропавловска (2001—2008).

## Биография[1]
Родился 1 января 1951 года в совхозе Северный Иртышского района Павлодарской области.
Окончил Павлодарский педагогический институт (1969-1974 гг.), Экибастузский горный техникум (1988 г.), Тюменский государственный университет (2006 г.).

## Трудовая деятельность[2]
Трудовую деятельность начал учителем Ленинской средней школы Иртышского района Павлодарской области в 1968-1969 гг.
В 1974-1975 гг., 1976-1978 гг. - тренер ДЮСШ Nº1 (Экибастуз).
В 1975-1976 гг. – служба в рядаx Coветской Армии.
В 1978-1985 гг. - заместитель секретаря комитета комсомола, заместитель председателя профкома, старший инженep треста «Экибастузэнергострой».
B 1985-1986 гг. - инструктор отдела пропаганды и агитации Экибастузского горкома партии. 
В 1986-1991 гг. - заместитель секретаря парткома, председатель объединенного профкома, секретарь парткома комбината «Экибастузшахстрой».
В 1991 г. - секретарь Экибастузского горкома партии.
В 1991-1992 гг. - директор торгово-промышленного акционерного общества «Фортуна» (г. Экибастуз).
В 1992-1994 гг.- заместитель главы городской администрации (г. Экибастуз).
В 1994-1997 гг. - помощник главы Павлодарской областной администрации (г. Экибастуз).
В 1997 г. - заместитель акима Павлодарской области (г. Павлодар).
В 1997-2001 гг. - заместитель акима Северо-Казахстанской области.
В 2001-2008 гг. - аким города Петропавловск.
Являлся председателем Северо-Казахстанского областного филиала партии Отан (1999-2001 гг.); членом политсовета партии «Отан» (март - ноябрь 1999 г., апрель 2001 г. - ноябрь 2002 г.).
Награжден орденом Курмет.